# André Seffrin
André Seffrin  (Júlio de Castilhos, Rio Grande do Sul, 1965) é um crítico literário e ensaísta brasileiro. Reside no Rio de Janeiro desde o final de 1986. Atuou inicialmente em periódicos como Última Hora, Jornal do Brasil, Jornal da Tarde, O Globo, Manchete, Gazeta Mercantil, EntreLivros, etc. Escreveu grande quantidade de apresentações, prefácios e ensaios para edições de clássicos brasileiros, organizou cerca de 35 livros, com destaque para antologias ou reuniões de obras completas de importantes poetas e prosadores brasileiros, bem como coordenou coleções de literatura para diversas editoras. Atuou também como editor executivo e, eventualmente, como crítico de artes visuais.
Seffrin ganhou o Prêmio Jabuti duas vezes, em 2017 e 2018, respectivamente pelos livros Caixa Rubem Braga: Crônicas (categoria "Contos e Crônicas") e O Poeta e Outras Crônicas de Literatura e Vida (categoria "Crônica"). Ambos os livros são reuniões de textos variados do cronista Rubem Braga, co-organizados por Seffrin.